# Кроґульча-Мокра
Кроґульча-Мокра (пол. Krogulcza Mokra) — село в Польщі, у гміні Оронсько Шидловецького повіту Мазовецького воєводства.
Населення — 219 осіб (2011).
У 1975-1998 роках село належало до Радомського воєводства.

## Демографія
Демографічна структура станом на 31 березня 2011 року:
|          | Загалом | Допрацездатний вік | Працездатний вік | Постпрацездатний вік |
| -------- | ------- | ------------------ | ---------------- | -------------------- |
| Чоловіки | 110     | 24                 | 76               | 10                   |
| Жінки    | 109     | 25                 | 63               | 21                   |
| Разом    | 219     | 49                 | 139              | 31                   |